# سیما سامی بحوث
سیما سامی بَحوث (۲۶ ژوئن ۱۹۵۶) دیپلمات اردنی و مدافع حقوق زنان است و از سال ۲۰۲۱ به عنوان مدیر اجرایی زنان سازمان ملل خدمت می‌کند. او پیش از این، از سال ۲۰۱۶ تا ۲۰۲۱ به عنوان سفیر اردن در سازمان ملل متحد خدمت کرد. همچنین، دستیار دبیرکل اتحادیهٔ عرب در قاهره، مصر بود.

## زندگی اولیه و تحصیلات
سیما بحوث اهل اردن است و در ژوئن ۱۹۵۶ به دنیا آمد. او دارای مدرک کارشناسی ادبیات انگلیسی از دانشگاه اردن، کارشناسی‌ارشد در رشتهٔ ادبیات و نمایش از دانشگاه اِسِکس، و دکترای ارتباطات جمعی و توسعه از دانشگاه ایندیانا است. او به زبان‌های عربی و انگلیسی مسلط است.

## حرفه
در عَمّان، اردن، سیما بحوث از ۱۹۹۴ تا ۱۹۹۵ به‌عنوان رئیس بخش ارتباطات در یونیسف فعالیت می‌کرد. سپس از ۱۹۹۶ تا ۱۹۹۷ در صنعا، یمن، به‌عنوان مشاور توسعه در سازمان جهانی بهداشت مشغول به کار بود.
او در سال ۱۹۹۷ به اردن بازگشت و از ۱۹۹۸ تا ۲۰۰۱ به‌عنوان مدیر اجرایی بنیادهای ملک حسین و ملکه نور الحسین فعالیت کرد. از ۲۰۰۱ تا ۲۰۰۳، وی رئیس بخش رسانه و ارتباطات در دیوان سلطنتی هاشمی اردن بود و از ۲۰۰۳ تا ۲۰۰۵ به‌عنوان مشاور ملک عبدالله دوم پادشاه اردن خدمت کرد.سیما بحوث از ۲۰۰۵ تا ۲۰۰۸ به‌عنوان رئیس شورای عالی رسانهٔ اردن فعالیت داشت.
از سال ۲۰۰۸ تا ۲۰۱۲، سیما بحوث به‌عنوان معاون دبیرکل اتحادیه عرب در قاهره، مصر فعالیت کرد. در این سمت، او مسئولیت هدایت چندین بخش مختلف در ساختار اتحادیه عرب را بر عهده داشت. از ۲۰۱۲ تا ۲۰۱۶، بحوث به‌عنوان معاون دبیرکل برنامه توسعه سازمان ملل متحد (UNDP) و همچنین مدیر کل دفتر منطقه‌ای برای کشورهای عربی خدمت کرد. در این سمت، او رهبری ۱۸ دفتر برنامه‌ای UNDP در منطقهٔ عربی را بر عهده داشت.
در سال ۲۰۱۶، سیما بحوث به‌عنوان نمایندهٔ دائم اردن در سازمان ملل متحد در نیویورک منصوب شد، تا جایگزین دینا قعوار شود که به عنوان سفیر اردن در ایالات متحده منصوب شده بود. 
در تاریخ ۳۰ سپتامبر ۲۰۲۱، سیما بحوث به‌عنوان سومین مدیر اجرایی نهاد زنان سازمان ملل متحد منصوب شد. دبیرکل سازمان ملل متحد، وی را «مدافعی برجسته برای حقوق زنان و دختران» توصیف کرده است.

## انتقادها
در دوران مدیریت سیما بحوث به‌عنوان مدیر اجرایی نهاد زنان سازمان ملل متحد، این نهاد و شخص او به دلیل ابراز نگرانی نسبت به تأثیرات جنگ بر زنان فلسطینی مورد انتقاد قرار گرفتند، در حالی که در قبال خشونت جنسی و جنسیتی صورت‌گرفته توسط حماس در جریان حملهٔ ۷ اکتبر علیه زنان و دختران غیرنظامی اسرائیلی سکوت اختیار کرده بودند. نهاد زنان سازمان ملل در زمان مدیریت بحوث به دلیل تأخیر قابل توجه در واکنش به این حوادث و همچنین سکوت اولیه در بحبوحهٔ جنگ با انتقادهایی مواجه شد. در حالی که بحوث پس از صد روز از حملۀ اسرائیل به غزه  بیانیه‌ای دربارۀ خشونت علیه زنان و کودکان صادر کرد که شماری از نمایندگان مجلس اردن آن را مغایر با واقعیت دانستند و از دولت اردن خواستند در برابر صدور این بیانیه واکنش نشان دهد؛ در این میان، نمایندۀ پارلمان، خلیل عطیه، خواستار پاسخ به اظهارات او و سلب نمایندگی‌اش از سوی اردن در سازمان ملل شد. 
طبق گزارش روزنامهٔ نیویورک تایمز، در سازمان ملل متحد، گیلعاد اردان، سفیر اسرائیل در سازمان ملل، اظهار داشت که دو نامه دربارهٔ استفاده از تجاوز جنسی توسط نیروهای حماس، همراه با عکس‌هایی از اجساد قربانیان، برای سیما بحوث ارسال کرده است. او گفت: «هیچ پاسخی دریافت نکردم؛ حتی یک جمله مثل 'نامه‌تان را دریافت کردیم' هم نگفتند.» وزیر امور خارجه اسرائیل، ایلی کوهن، خواستار استعفای سیما بحوث شد. تحلیل پست‌های او در شبکه اجتماعی ایکس (توییتر سابق) و حساب رسمی نهاد زنان سازمان ملل نشان داد که از میان ده‌ها پست منتشرشده، هیچ‌کدام حاوی محکومیتی علیه حماس نبودند، و تقریباً هیچ پستی در هفته اول جنگ منتشر نشده بود.
بازیگر ناتالی پورتمن در حساب اینستاگرام خود پستی منتشر کرد و از مردم خواست با سیما بحوث تماس بگیرند، و حتی نشانی ایمیل او را نیز منتشر کرد.او در پیامی خطاب به بحوث نوشت: «سازمان‌های زنان نقش خود را رها کرده‌اند و گروگان‌ها در غزه را به حال خود گذاشته‌اند. آن‌ها باید اکنون موضع بگیرند! جنایات فجیع جنسی که در ۷ اکتبر توسط حماس علیه زنان اسرائیلی انجام شد، جنایات جنگی و جنایات علیه بشریت هستند. خود را از این جنایات جدا کنید. شما موظف به حفظ حقوق زنان بدون تبعیض بر اساس دین، نژاد یا جنسیت هستید.»

## زندگی شخصی
سیما بحوث با زیاد الرفاعی ازدواج کرده و دارای یک دختر به نام جهان است.

## آثار
- Bahous, Sima (31 مارس 2015). "New momentum in response to the Syria crisis: We must seize the moment". اهرام.
- Bahous, Sima (5 نوامبر 2015). "Saving lives, preserving dignity, and securing the future in Syria". برنامه توسعه سازمان ملل متحد.
- Bahous, Sima. "Water More Important Than Oil for the Future of the Arab World". هافینگتون پست.
- Bahous, Sima (1 آوریل 2014). "Creating Opportunities for Youth — The Way Forward for the Arab World". هافینگتون پست.